# ملعب كلارك
ملعب كلارك هو ملعب كرة قدم موجود في مدينة ادمونتون بكندا وهو الملعب الحالي لنادي ادمونتون لكرة القدم وهذا الملعب يتسع لحوالي 5،000 متفرج
هذا الملعب جزء من ثقافة مدينة ادمونتون فيلعب فيه حالية الدوري الكندي لدرجة الاولى
يلعب أيضا في هذا الملعب كرة القدم الكندية فلكرة القدم الكندية لعبة شعبية في كندا وهي لعبة شبيها بكرة القدم الأمريكية الموجودة في الولايات المتحدة